# Susanne Schmidt-Knaebel
Susanne Schmidt-Knaebel (* 1937 in Kiel) ist eine deutsche Germanistin.

## Leben
Nach dem Abitur 1957 studierte sie Romanistik und Germanistik an den Universitäten Kiel, Innsbruck, Lausanne und Freiburg. Nach dem 1. Staatsexamen für den Höheren Schuldienst 1963, 2. Staatsexamen 1965, der Promotion 1970 und der wissenschaftlichen Assistentur war sie ab 1970 Studienassessorin im Hochschuldienst am Institut für Deutsche Sprache und Literatur der Universität Köln. 1971 wurde sie Wissenschaftliche Oberrätin am Germanischen Seminar der Universität Hamburg. Nach der Habilitation 1980 (venia legendi für das Fach Deutsche Sprache und Literatur) lehrte sie von 1982 bis 2003 als Professorin für Linguistik des Deutschen in Hamburg.
Ihre Forschungsschwerpunkte sind Patholinguistik (Sprachverlustforschung), speziell schizophrene Sprache, dialoglinguistische Untersuchungen an psychotherapeutischen Gesprächen, Textlinguistik der Einfachen literarischen Formen nach André Jolles (Märchen, Sage und Legende) und spezielle Forschungen zur Intertextualität (= internen Vernetzung) im Erzählwerk Ludwig Bechsteins.

## Schriften (Auswahl)
- „Man muß doch jemand haben, gegen den man sich ausspricht“. Ludwig Bechsteins Briefe an Dr. Ludwig Storch. Shaker, Aachen 2000, ISBN 3-8265-7952-6.
- Ludwig Bechstein. Prosasagen außerhalb der großen Anthologien (1826–1859). Frankfurt am Main 2008, ISBN 978-3-631-55653-5.
- Ludwig Bechstein. Die kleinen Novellen und die Erzählungen. Inhalte – Kommentare – Materialien. Frankfurt am Main 2013, ISBN 3-631-63883-3.
- Ludwig Bechstein. Die großen Novellen und die Romane. Inhalte – Kommentare – Materialien. Frankfurt am Main 2017, ISBN 3-631-73820-X.